# Пьетрадефузи
Пьетрадефузи (итал. Pietradefusi) — коммуна в Италии, располагается в регионе Кампания, в провинции Авеллино.
Население составляет 2551 человек, плотность населения составляет 283 чел./км². Занимает площадь 9 км². Почтовый индекс — 83030. Телефонный код — 0825.
Покровитель города — святой Фаустин, празднование 15 февраля и второе воскресение августа.